# Sridadi (Gedung Surian)
Sridadi is een bestuurslaag in het regentschap Tanggamus van de provincie Lampung, Indonesië. Sridadi telt 2417 inwoners (volkstelling 2010).